# Ровное (Гуляйпольский район)
Ровное (укр. Рівне) — село,
Долинский сельский совет,
Гуляйпольский район,
Запорожская область,
Украина.
Код КОАТУУ — 2321882004. Население по переписи 2001 года составляло 53 человека.

## Географическое положение
Село Ровное находится  на одном из истоков реки Верхняя Терса,
на расстоянии в 1,5 км от села Долинка и в 3-х км от села Верхняя Терса.
Река в этом месте пересыхает, на ней сделана запруда.

## История
- 1907 год — дата основания.